# Notaris Slis-Stroom
Marie Josée (Jos) Slis-Stroom (Maastricht, 20 april 1931 - Middelharnis, 6 april 2012) was een notaris in Amsterdam, die eind jaren 1970 landelijke bekendheid verwierf door haar betrokkenheid bij een aantal fraude- en zwendelaffaires, waarvoor zij veroordeeld werd tot vier jaar gevangenisstraf en jarenlange ontzetting uit het ambt van notaris. Verduistering, diefstal, en geknoei met notariële akten vormden een geheel van misdadige activiteiten waaraan de ex-notaris zich volgens justitie schuldig had gemaakt.

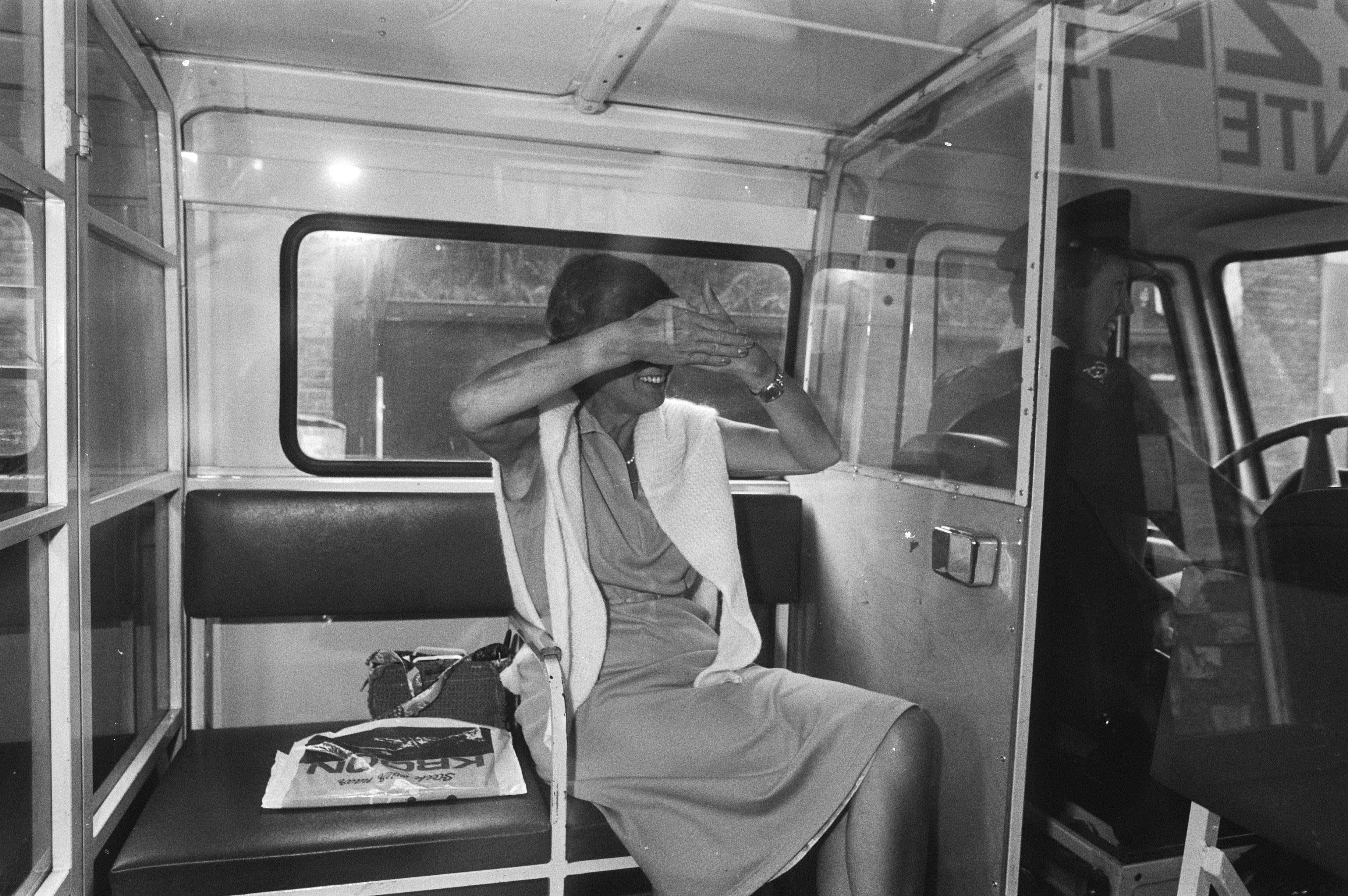
Aankomst van Slis-Stroom in een arrestantenbus bij het Paleis van Justitie.

## Ari Olivier
De malafide praktijken van Slis-Stroom begonnen rond 1975. Door het vervalsen van hypotheekakten werden grote bedragen verduisterd. Haar zakenpartner bij illegale vastgoedtransacties was destijds de Wassenaarse projectontwikkelaar Leen Rijkers. Zij deed ook veel onduidelijke zaken met de veroordeelde zwendelaars Ari Olivier en Wim Pouw. In 1979 kwamen overtredingen van de Wet op het notarisambt door Slis-Stroom aan het licht. Details werden nooit openbaar. De Kamer van Toezicht in Amsterdam stuurde haar voor een halfjaar met verlof maar een vordering van de Kamer bij het Gerechtshof tot een streng optreden werd niet gehonoreerd. Slis-Stroom keerde terug in haar praktijk.

## Zwendelpraktijken
Rond dezelfde periode kwam haar notariskantoor in de problemen door het instorten van de vastgoedmarkt. De Belastingdienst had nog een aanzienlijk bedrag van haar tegoed. Een faillissement dreigde. Ze probeerde dit af te wenden, door een deal te sluiten met Ari Olivier en Wim Pouw. Zij betaalde voor een onduidelijke maar waarschijnlijk illegale tegenprestatie (mogelijk de aankoop van een flinke partij vals geld) meer dan drie miljoen gulden. Hiervoor plunderde zij in januari 1981 een rekening van haar notariskantoor bij Slavenburg's bank waarop de Tilburgse Hypotheekbank 3.125.000 gulden had gestort vanwege de verkoop van een bedrijfspand in Noordwijk, genaamd Visrestaurant Fruits de Mer met het Palace Hotel.  Slis-Stroom leek nu zelf slachtoffer te zijn geworden van zwendelpraktijken en bleek vervolgens niet in staat om de verkoper het verschuldigde bedrag voor het horecapand uit te keren.

## Failliet
Nadien werd Slis-Stroom in staat van faillissement verklaard. Haar kantoorgenoot notaris Broos werd voorlopig surseance van betaling verleend. Op 18 februari 1981 werd Slis-Stroom in voorlopige hechtenis genomen. Na de arrestaties van de notaris, Ari Olivier en Wim Pouw ontdekte de recherche steeds meer zwendelzaken waarbij zij betrokken was. Hiervoor moest een groep medeplichtigen zich in de jaren daarna voor de rechter verantwoorden.

## Arrest Slis-Stroom
Twee miljoen gulden werd bij hun aanhouding aangetroffen bij de zwendelaars Olivier en Pouw, en toegevoegd aan de failliete boedel van de notaris, die door de curator kon worden verdeeld onder de schuldeisers. De verkoper van het horecapand in Noordwijk procedeerde tot aan de Hoge Raad om haar geld buiten het faillissement te houden en terug te vorderen, maar de Hoge Raad kwam met een fameus geworden arrest, dat de juridische basis vormt voor de derdenrekening. Dit staat sindsdien bekend als het Arrest Slis-Stroom.

## Lucky Luyk
Haar echtgenoot kon na deze financiële en justitiële  problemen de rente en aflossing voor hun woonhuis aan de Jan Luijkenstraat in Amsterdam niet meer betalen. De woning werd uiteindelijk ontruimd en later gekraakt. Als kraakpand kreeg het huis daarna landelijke bekendheid als de Lucky Luyk.

## Trivia
Dikke Leo, een van de karakters in de Dik Voormekaarshow is op haar persoon geïnspireerd.